# Нагаева, Зарема Садыковна
Зарема Садыковна Нага́ева (укр. Зарема Садиківна Нагаєва; род. 30 августа 1949, Ташкент) — советский, узбекский, украинский и российский архитектор. Доктор архитектуры, профессор. Член Союза архитекторов России (с 1977). Член-корреспондент РААСН.

## Биография

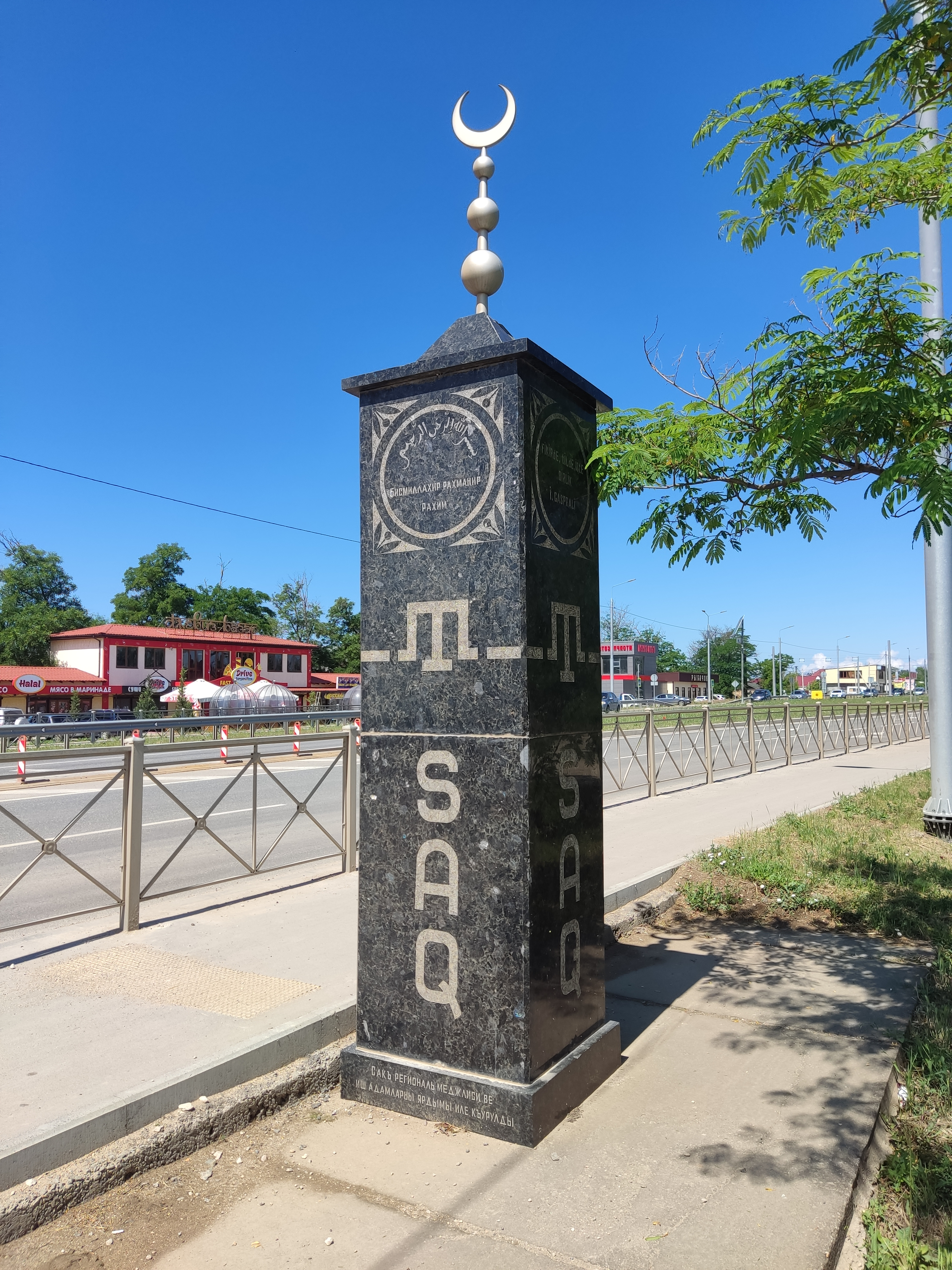
Памятник в Саках авторства Нагаевой

Родилась 30 августа 1949 года в Ташкенте. Своё детство провела в Узбекской ССР. Отец — архитектор Садык Нагаев. В 1972 году окончила архитектурный факультет ТашПИ. В 1988 году защитила кандидатскую диссертацию «Функционально-планировочная организация общественного обслуживания в средних городах — межрайонных центрах (на примере городов Узбекистана)», в 1998 году — докторскую диссертацию на тему «Градостроительная организация общественного обслуживания населения Узбекистана».
В 1970-х — 1990-х работала в Узбекском научно-исследовательском и проектом институте градостроительства. Одновременно в 1972—1983 и 1988—1991 годах преподавала в Ташкентском политехническом институте. До 1999 года — в Ташкентском архитектурно-строительном институте.
В 2000—2001 годах — доцент кафедры дошкольной педагогики и методики начального обучения Крымского инженерно-педагогического университета, в 2001—2006 годах — основатель и заведующая кафедрой изобразительного и декоративно-прикладного искусства. С 2004 по 2006 — директор Крымского филиала Национальной академии изобразительного искусства и архитектуры Украины. В 2006—2008 годах — консультант по общественно-политическим вопросам Крымской республиканской организации Социалистической партии Украины.
С 2008 по 2014 год — заведующая кафедрой архитектурного проектирования (градостроительства) Национальной академии природоохранного и курортного строительства, с 2011 года — профессор кафедры. С 2015 года заведующая кафедрой градостроительства Академии строительства и архитектуры Крымского федерального университета имени В. И. Вернадского.

## Научная и творческая деятельность
Научные исследования касаются оптимизации градостроительной среды в природно-климатических условиях Крыма, создания культурно-этнографических центров в контексте развития этнотуризма, формирования и развития центров народных ремёсел в Республике Крым, проблем развития архитектурно-художественного образования на Украине, изучения творческого наследия древних архитекторов и определения архитектурных памятников в Республике Крым.
Автор статьи «Крымскотатарская архитектура» в Энциклопедии современной Украины
В годы работы в Узбекистане спроектировала административно-общественный центр в Хиве, музыкально-драматические театры в Ургенче и Коканде, дома отдыха службы дипломатического сервиса (Ташкентская область) и лечебно-оздоровительный комплекс МИД Узбекистана (Ташкент).
С 1991 года проектирует в Крыму. Ей принадлежит проект генерального плана микрорайонов Каменка и Белое в Симферополе, эскизный проект культурно-этнографического центра и генеральный план микрорайона Исмаил-Бей в городе Евпатории, фасады и интерьеры Крымскотатарского академического музыкально-драматического театра, комплекс «Возрождение» при Крымском инженерно-педагогическом университете (в соавторстве), эскизный проект комплекса Симферопольской соборной мечети (2011; в соавторстве) и памятник жертвам депортации в Симферополе (2013). В 2009 году совместно с братом И.-Г. Нагаевым и А. Бекировым победила в конкурсе на разработку эскизного проекта мемориального комплекса лётчику Амет-Хану Султану в Симферополе (не реализован).

## Награды и премии
- Национальная премия Украины имени Тараса Шевченко (2005; совместно с И.-Г. С. Нагаевым, А. Э. Алиевым, А. Р. Абдуллаевым, Ф. Я. Якубовым) — за скульптурный комплекс «Возрождение» в Симферополе
- Грамота Президиума Государственного Совета Республики Крым (2016)[9]
- Заслуженный архитектор Республики Крым (2018)[10]